# Démographie du Salvador
Le Salvador compte 6,59 millions d'habitants dont 1,7 million dans la capitale et 33,3 % dans les zones rurales (2015). C'est le pays d'Amérique continentale le plus densément peuplé.
Plus de 3 millions de Salvadoriens vivraient en dehors du Salvador en 2004. Il existe une forte diaspora salvadorienne aux États-Unis (Californie, Houston, Washington et Chicago principalement) de plus d'un million de personnes ainsi que des communautés importantes de salvadoriens au Canada, en Italie, en Suède et en Australie.
90 % des Salvadoriens sont métis (européens et indigènes), 9 % blancs et 1 % amérindiens.
Après le massacre amérindien de 1933, les autochtones pipils et lencas se sont très rapidement intégrés au reste de la société salvadorienne pour éviter tout nouveau massacre, ceci explique la part importante des métisses dans la population.
Les blancs sont principalement constitués de descendants européens (espagnols surtout, mais aussi italiens, français allemands et suisses) ainsi qu'une petite communauté de « chrétiens palestiniens » (terme générique qui regroupe des descendants de palestiniens, de syriens, de libanais et de turcs) ayant une importance économique et politique forte. L'ex-président de la république, Tony Saca, et son ancien adversaire aux élections, Schafik Handal, sont eux-mêmes des descendants de palestiniens de Bethléem.
Le Salvador est le seul pays d'Amérique centrale n'ayant pas de groupe ethnique d'origine africaine marquée car, n'ayant accès aux côtes caribéennes, le pays n'a pas participé à la traite des noirs et à l'arrivée des Garifunas.
Durant la dictature fascisante du Général Maximiliano Hernandez Martinez dans les années 1930, des lois interdisant l'entrée sur le territoire national de personnes de « race » noire, arabe ou gitane furent appliquées.
La religion catholique est la principale religion (86 %) même si la religion protestante progresse très vite (environ un million de protestants en 1992).En 2015, l'espérance de vie était de 74,42 ans (71,14 pour les hommes et 77,86 pour les femmes). Le taux de fertilité est de 2,05 enfants par femme (2014). Le taux d'émigration est de 8,28 par 1000 habitants (2015).
L'espagnol est parlé par tous les habitants, cependant une petite minorité du peuple d’origine amérindiens continuent encore à parler le nahuatl et le lenca. Autre religion/Non affilié (22 %)